# 木場町 (名古屋市)
木場町（きばちょう）は、愛知県名古屋市港区の地名。丁番を持たない単独町名である。住居表示未実施。

## 地理
名古屋市港区東端部に位置する。東は南陽通、西は千年三丁目・作倉町、南は竜宮町・東築地町に接する。

## 歴史

### 町名の由来
貯木池が多かったことに由来する。名古屋の貯木場は名古屋城築城の際には城のすぐそばの堀川上材木町にあったが、徐々に南下し、大正初年当地に整備された。伊勢湾台風において貯木場から流出した木材が、民家を直撃したために被害が大きくなったことへの反省で、その後貯木場の規模は縮小している。

### 沿革
- 1937年（昭和12年）11月1日 - 港区東築地の一部により、同区木場町として成立[1]。

## 世帯数と人口
2019年（平成31年）3月1日現在の世帯数と人口は以下の通りである。
| 町丁   | 世帯数    | 人口    |
| ------ | --------- | ------- |
| 木場町 | 4,016世帯 | 9,164人 |

### 人口の変遷
国勢調査による人口の推移
| 1995年（平成7年）  | 8,209人  | [ WEB 6 ]  |  |
| 2000年（平成12年） | 9,543人  | [ WEB 7 ]  |  |
| 2005年（平成17年） | 10,163人 | [ WEB 8 ]  |  |
| 2010年（平成22年） | 10,160人 | [ WEB 9 ]  |  |
| 2015年（平成27年） | 9,469人  | [ WEB 10 ] |  |

## 学区
市立小・中学校に通う場合、学校等は以下の通りとなる。また、公立高等学校に通う場合の学区は以下の通りとなる。
| 番・番地等 | 小学校                 | 中学校               | 高等学校 |
| ---------- | ---------------------- | -------------------- | -------- |
| 全域       | 名古屋市立東築地小学校 | 名古屋市立東港中学校 | 尾張学区 |

## 施設
- 都市再生機構木場住宅[2]
- 名古屋市営南木場荘[2]
- タケウチビユーテー本社
- 新日本ウエックス本社
- 木場公園

1987年（昭和62年）10月1日供用開始。
- 木場北公園

1989年（平成元年）7月1日供用開始。
- 木場中央公園

1999年（平成11年）4月1日供用開始。

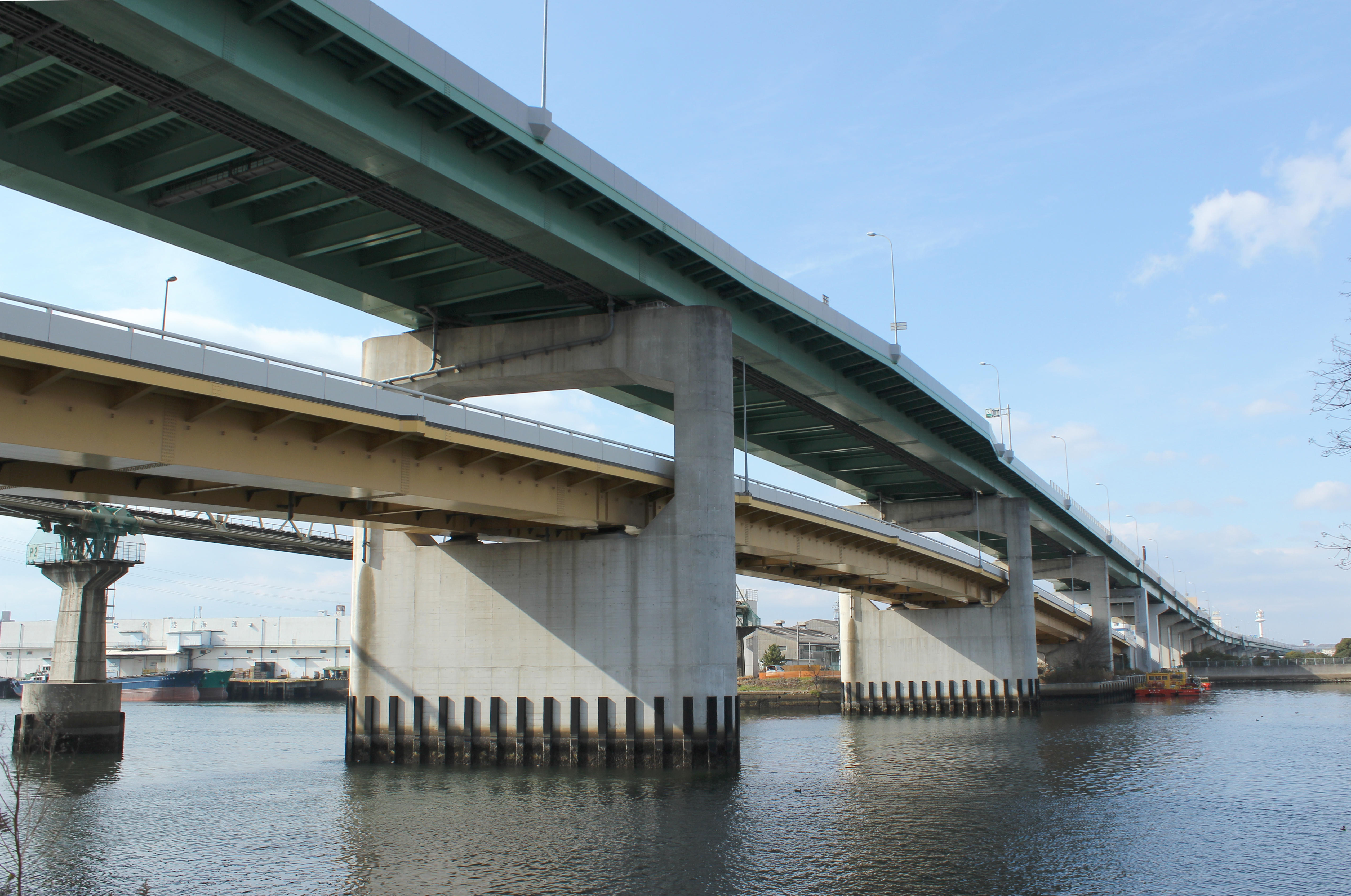
きらく橋（2016年2月）
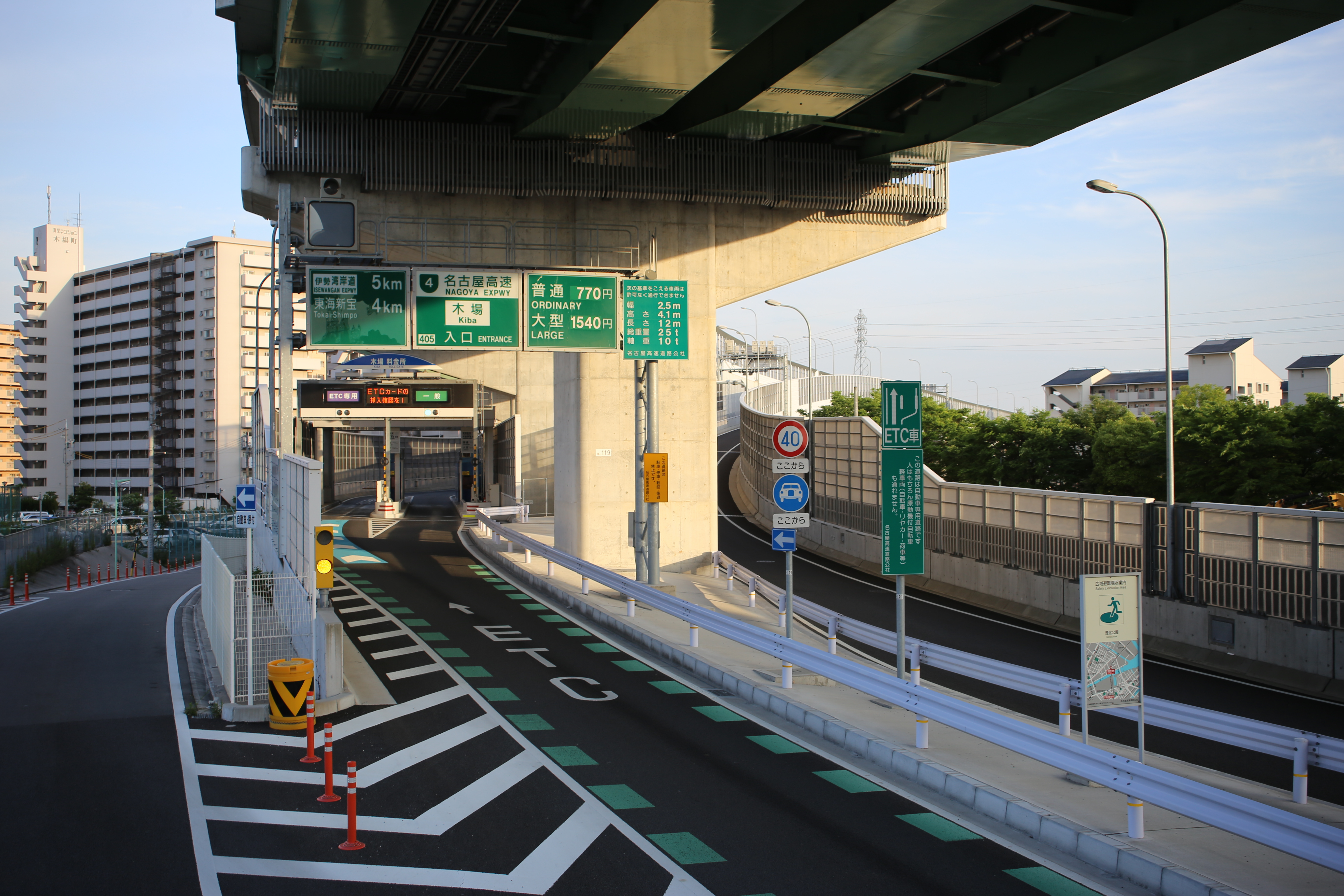
名古屋高速4号東海線木場入口（2015年5月）
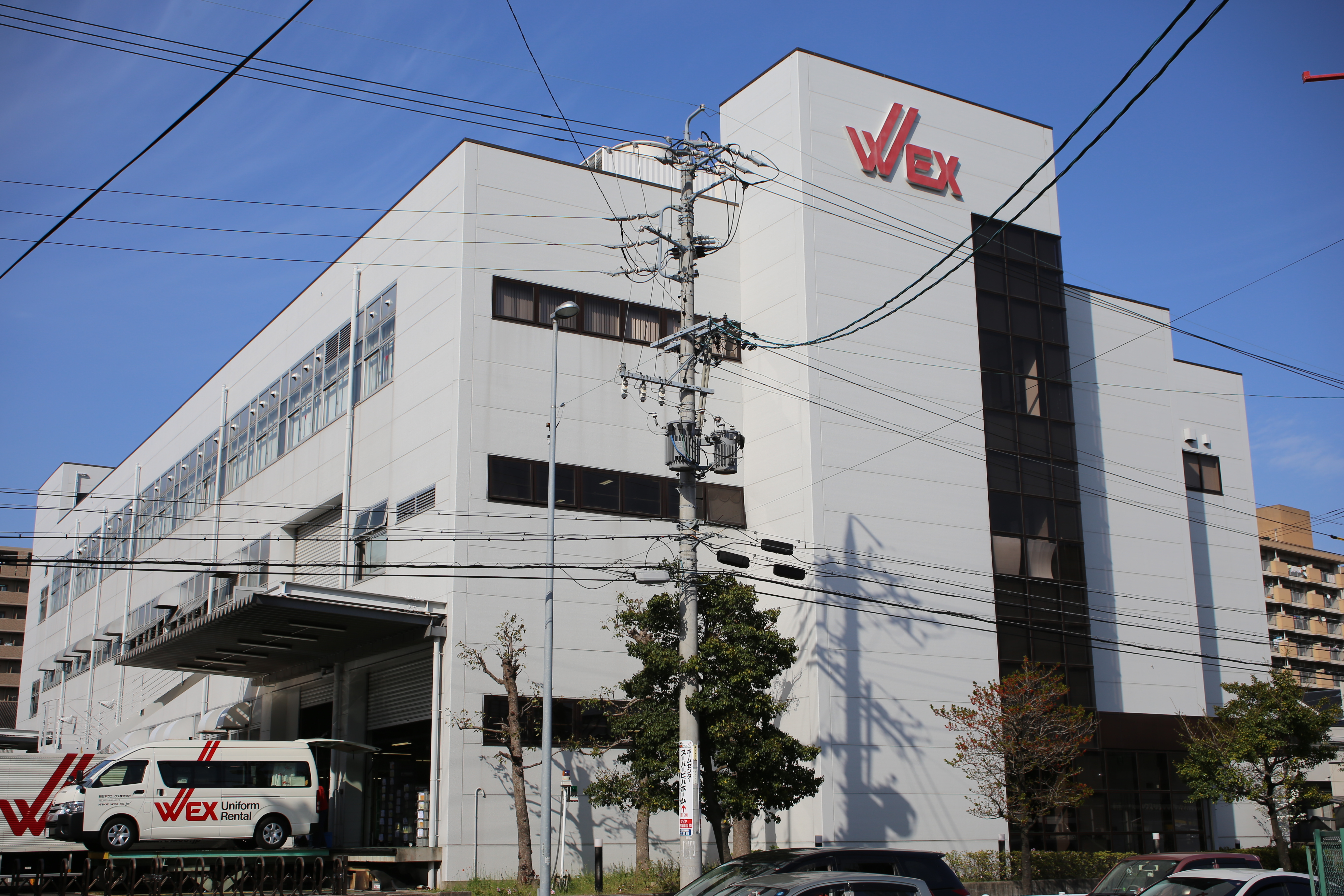
新日本ウエックス本社（2016年4月）
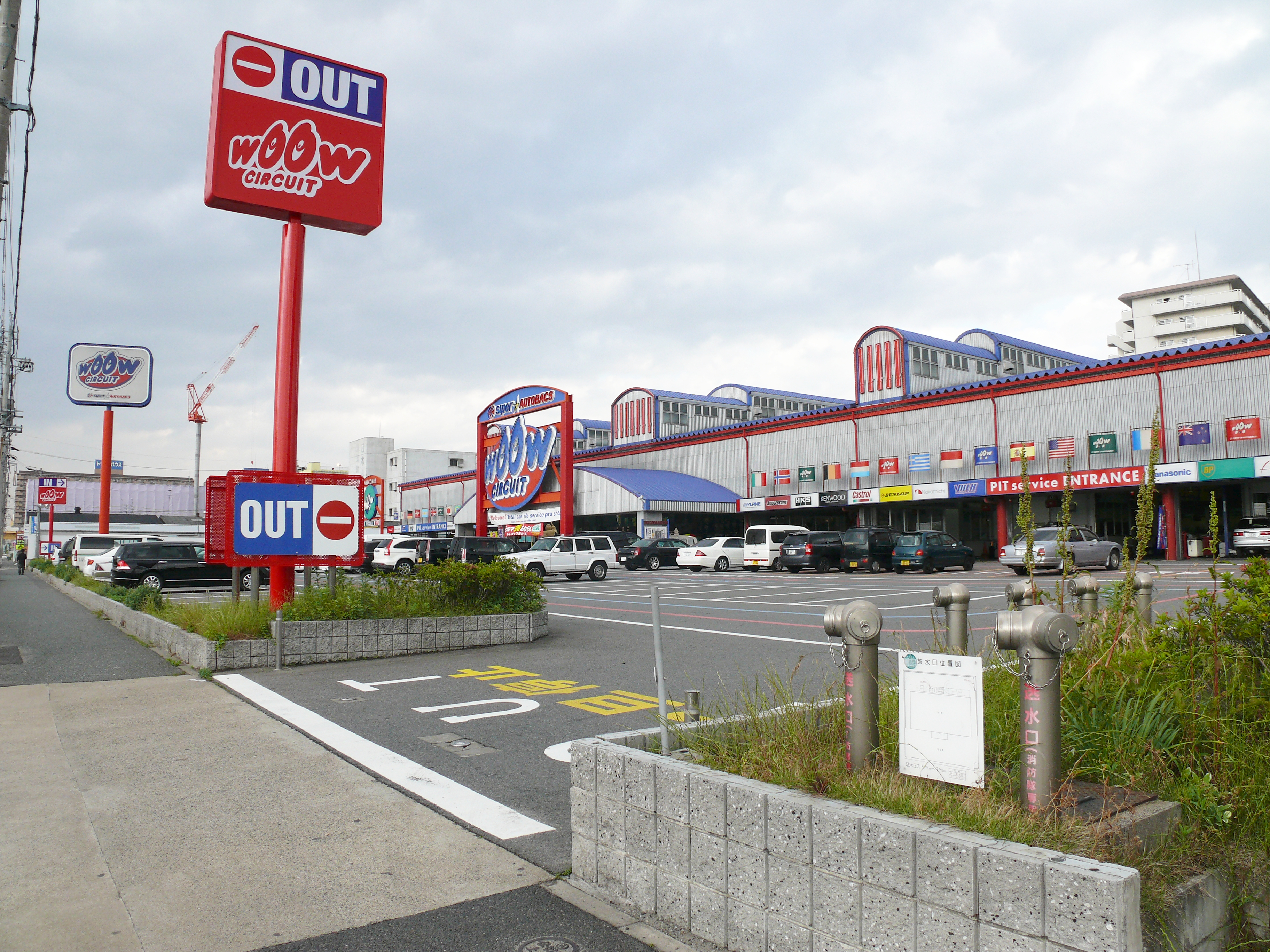
スーパーオートバックス名古屋ベイ

## その他

### 日本郵便
- 郵便番号 : 455-0021[WEB 3]（集配局：名古屋港郵便局[WEB 14]）。

### WEB
1. ↑  “愛知県名古屋市港区の町丁・字一覧”.   人口統計ラボ. 2017年4月8日閲覧。
2. 1 2  “町・丁目(大字)別、年齢(10歳階級)別公簿人口(全市・区別)”.   名古屋市 (2019年3月20日). 2019年3月21日閲覧。
3. 1 2  “郵便番号”.  日本郵便. 2019年3月17日閲覧。
4. ↑  “市外局番の一覧”.   総務省. 2019年1月6日閲覧。
5. ↑  名古屋市役所市民経済局地域振興部住民課町名表示係 (2015年10月21日). “港区の町名一覧”.   名古屋市. 2020年11月15日閲覧。
6. ↑  総務省統計局 (2014年3月28日). “平成7年国勢調査の調査結果(e-Stat) - 男女別人口及び世帯数 －町丁・字等”. 2019年3月23日閲覧。
7. ↑  総務省統計局 (2014年5月30日). “平成12年国勢調査の調査結果(e-Stat) - 男女別人口及び世帯数 －町丁・字等”. 2019年3月23日閲覧。
8. ↑  総務省統計局 (2014年6月27日). “平成17年国勢調査の調査結果(e-Stat) - 男女別人口及び世帯数 －町丁・字等”. 2019年3月23日閲覧。
9. ↑  総務省統計局 (2012年1月20日). “平成22年国勢調査の調査結果(e-Stat) - 男女別人口及び世帯数 －町丁・字等”. 2019年3月23日閲覧。
10. ↑  総務省統計局 (2017年1月27日). “平成27年国勢調査の調査結果(e-Stat) - 男女別人口及び世帯数 －町丁・字等”. 2019年3月23日閲覧。
11. ↑  “市立小・中学校の通学区域一覧”.   名古屋市 (2018年11月10日). 2019年1月14日閲覧。
12. ↑  “平成29年度以降の愛知県公立高等学校（全日制課程）入学者選抜における通学区域並びに群及びグループ分け案について”.   愛知県教育委員会 (2015年2月16日). 2019年1月14日閲覧。
13. 1 2 3  “都市公園の名称、位置及び区域並びに供用開始の期日” (2019年5月1日). 2019年11月3日閲覧。
14. ↑  “郵便番号簿 2018年度版” (PDF).   日本郵便. 2019年4月14日閲覧。

### 書籍
1. 1 2  名古屋市計画局 1992, p. 841.
2. 1 2 3 4  「角川日本地名大辞典」編纂委員会 1989, p. 1530.
3. ↑  名古屋市計画局 1992, p. 516.
4. 1 2  山田寂雀 2009, p. 129.